# Ahmed Shambih
Ahmed Mohamed Shambih Bilal Al Balushi, meglio noto come Ahmed Shambih (in arabo  أحمد شمبيه‎?; Dubai, 20 dicembre 1993), è un calciatore emiratino, portiere dell'Al-Nasr.

## Palmarès

### Club

#### Competizioni nazionali
- Coppa del Presidente degli Emirati Arabi Uniti: 1

Al Nasr: 2014-2015
- Coppa di Lega emiratina: 2

Al Nasr: 2014-2015, 2019-2020

#### Competizioni internazionali
- Coppa dei Campioni del Golfo: 1

Al Nasr: 2014